# Cyrénaïque antique

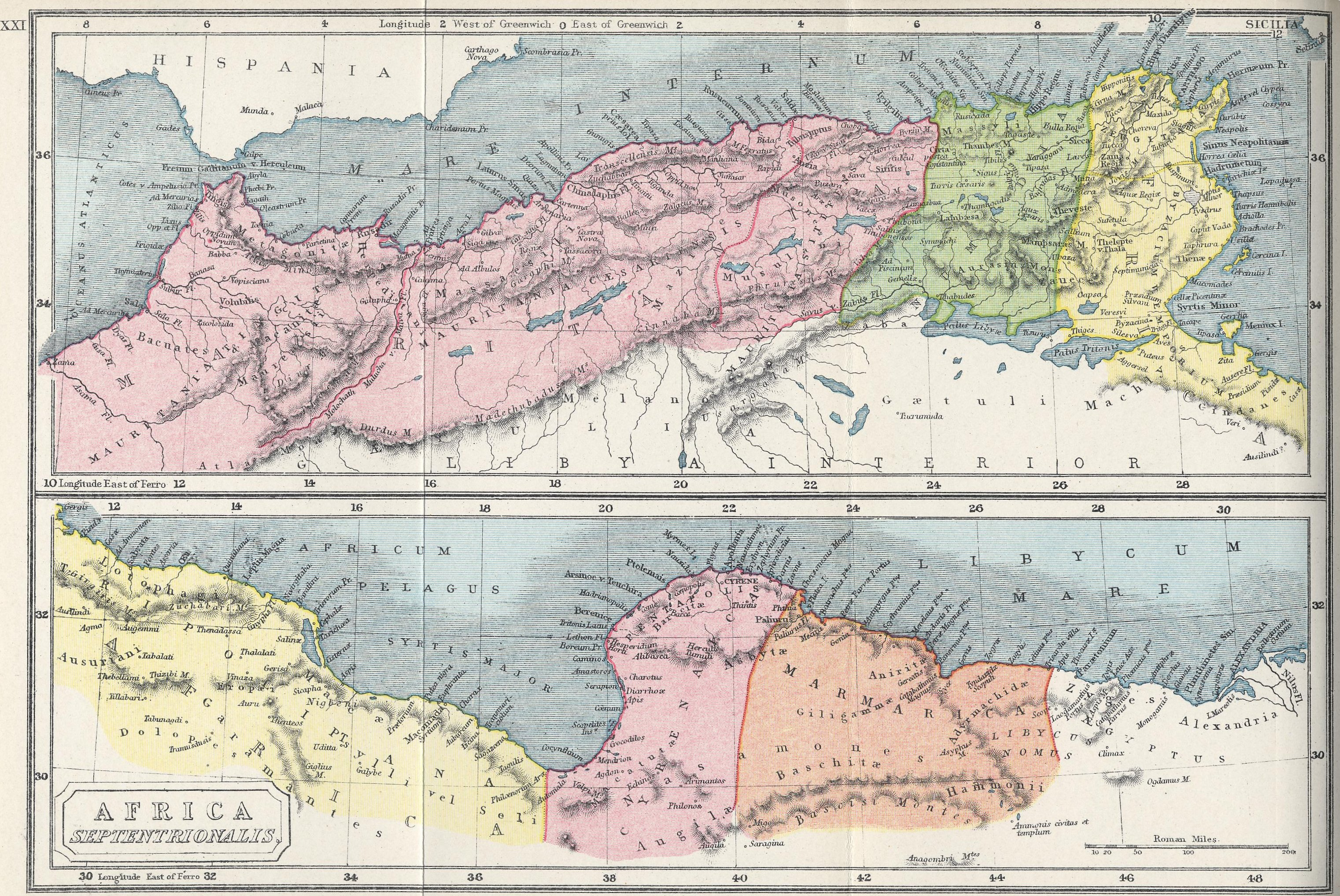
Afrique du Nord romaine

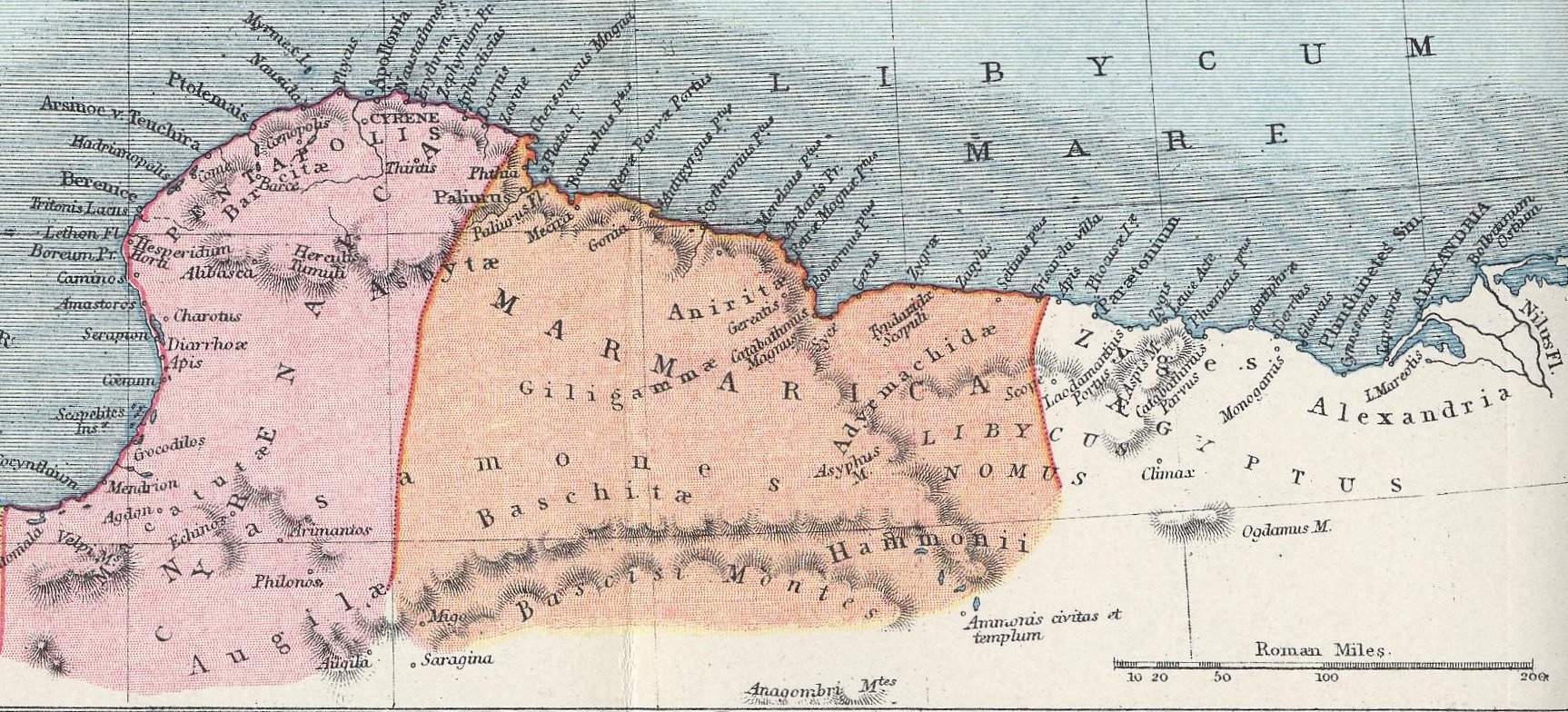
Marmarique et Cyrénaïque

Dès la plus haute Antiquité, la Cyrénaïque, région fertile mais isolée située à l'ouest de l'Égypte et faisant partie de la Libye actuelle, était peuplée de tribus soit nomades soit sédentaires mal connues d'origine libyque. Colonisée par les Grecs à partir du VIIe siècle av. J.-C., elle passe en 322 av. J.-C. sous le contrôle de l'Égypte hellénistique et des souverains lagides. Ceux-ci la lèguent à Rome, qui l'intègre dans son empire en 96 av. J.-C.

## Période de colonisation grecque
La ville de Cyrène est fondée par les Grecs vers 630 av. J.-C., sur le bord du plateau cyrénéen à quelque 600 mètres d'altitude et à 9 km de la mer, desservie par son port sous sa dépendance. Son nom vient de celui de la nymphe Cyrène qui, aimée d'Apollon, fut enlevée par ce dernier et emmenée sur les rivages de Cyrène, où elle donna son nom à la colonie grecque. La colonie antique est située à proximité immédiate de la moderne ville de Shahhat en Libye.
Peu après sa fondation, la Cyrénaïque devient un royaume indépendant sous le roi Battos Ier. D'autres monarques de la dynastie des Battiades, tels qu'Arcésilas II, se détacheront dans l'histoire. D'autres colonies grecques sont fondées au VIIe siècle av. J.-C. et VIe siècle av. J.-C. : Barké, rivale de Cyrène pour la primauté sur la région, Euhesperides, Taucheira. Au Ve siècle av. J.-C., lors des guerres médiques, Cyrène est un temps sous la souveraineté de Cambyse II et de ses successeurs.
Vers 440 AEC, le roi Arcésilas IV est assassiné et Cyrène devient une république, et connait une période troublée. Lorsque Alexandre le Grand détruit l'empire perse, seul Cyrène lui envoie une ambassade, et ravitaille en blé les cités grecques.

## Période lagide (323-96)
En 323, un mercenaire spartiate Thibron attaque Cyrène et s'empare de son port. Le recours des Cyrénéens à l’aide armée de Ptolémée Ier entraîne la soumission de la Cyrénaïque aux pharaons lagides.
Entre 300 et 250 av. J.-C., le gendre de Ptolémée Ier Magas de Cyrène envoyé en Cyrénaïque pour mater une rébellion s'y rend indépendant. Le mariage de sa fille unique Bérénice à Ptolémée III ramène la Cyrénaïque sous la domination lagide.
Le retour de la Cyrénaïque dans le domaine égyptien s'accompagne d'une réorganisation des cités, renommées en l'honneur des princesses lagides : Taucheira devient Arsinoé, Euhespérides est reconstruite à quelques kilomètres de son ancien emplacement, sous le nom de Béréniké ; le port de Barké devient Ptolémaïs, qui connait un développement considérable et supplante en importance sa métropole d'origine. En revanche, Cyrène conserve sa prééminence.
Ptolémée VIII règne seul sur la Cyrénaique de 163 à 145 av. J.-C., laissant l'Égypte à son frère Ptolémée VI, puis après 145, règne sur ces deux régions. Après la révolte de Cyrène contre lui en 163 av. J.-C., il est possible qu'il favorise Ptolémaïs et en fasse la capitale régionale.

## Période romaine (Haut-Empire)

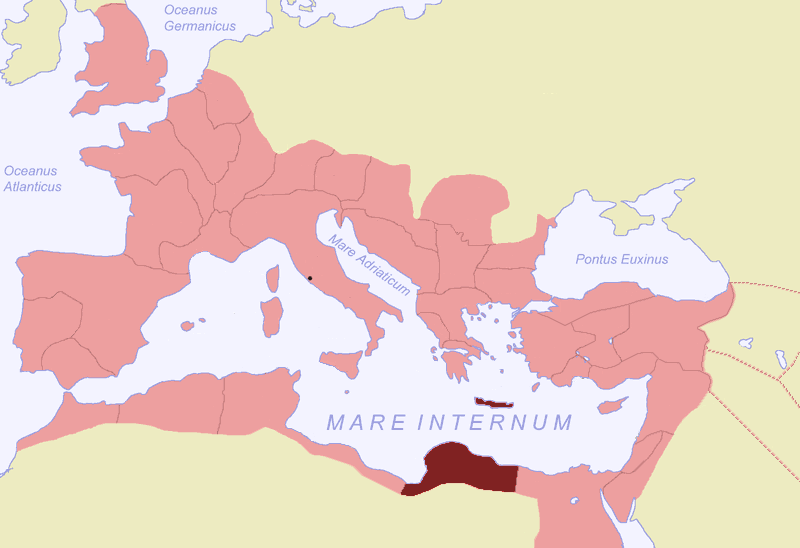
La Cyrénaïque et la Crète dans l'Empire romain, vers 120.

Ptolémée VIII la lègue à titre personnel à son fils Ptolémée Apion qui, sans héritier, la lègue à son tour à la République romaine en 96 AEC.
À une date mal connue, peut-être vers 90/80, Rome émancipe le port de Cyrène et en fait une cité indépendante, Apollonie de Cyrène, autant pour diminuer la puissance de Cyrène que pour développer le contrôle du littoral face à la piraterie qui sévit en Méditerranée.
La Cyrénaïque est intégrée dans le territoire romain en 74. Elle est organisée en province impériale avec l'île grecque de Crète, la terre habitée la plus proche (la Crète et Cyrénaïque) : Crète et Cyrénaïque (de -67 à +297), réorganisée sous Auguste (vers 27-20).
Les cinq villes de la région sont désignées à partir du Ier siècle sous le nom de pentapole. Malgré la concurrence de Béréniké et de Ptolemaïs, Cyrène reste la capitale régionale, quoiqu'elle soit dévastée par les deux révoltes de la partie juive de sa population, en 73 ap. J.-C., et surtout en 115-117 lors de la Guerre parthique de Trajan. La population juive détruit alors le grand temple de Zeus de Cyrène, qui ne put être reconstruit. L'ordre est rétabli au début du règne d'Hadrien, diverses inscriptions témoignent de l'aide apportée par Hadrien et ses successeurs au redressement de la ville. Hadrien fonde aussi un nouveau port entre Béréniké et Taucheira, Hadrianoupolis, création qui ne se développe guère et finit par péricliter.
Septime Sévère (193-211) détache la Cyrénaïque de la province de Crète et Cyrénaïque. Alexandre Sévère (222-235) abroge cette mesure, mais la division est confirmée par ses successeurs. D'après une inscription de Cyrène, Claude II le Gothique (268-270) doit faire intervenir le préfet d'Égypte Probus pour la protéger des incursions de tribus marmarides.

## Antiquité tardive

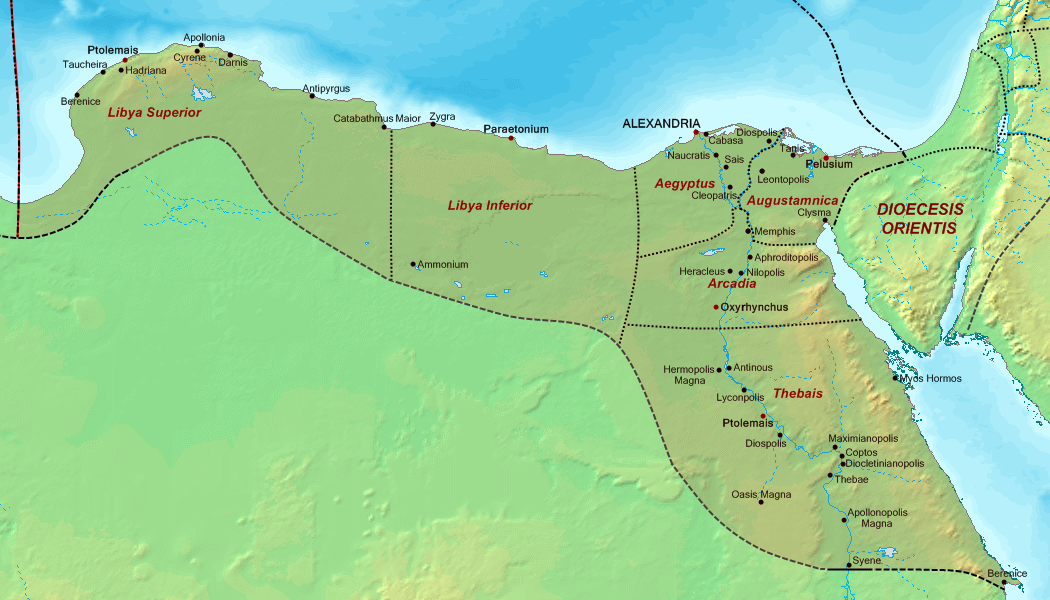
Les provinces de Cyrénaïque et d'Égypte vers 400

La Cyrénaïque est divisée à la fin du IIIe siècle en deux provinces :
- La Libye supérieure (LIBYA SVPERIOR) ou Pentapole (LIBYA PENTAPOLIS) ;
- La Libye inférieure (LIBYA INFERIOR) ou aride (LIBYA SICCA).

Ptolémaïs remplace Cyrène comme capitale de la Pentapole, au moins sous le règne de Constantin Ier, et peut-être avant 301, puisqu'on y trouve une inscription fragmentaire promulguant l'édit du Maximum de Dioclétien.
La Cyrénaïque tardive a longtemps été considérée comme un pays dont la prospérité n'était plus qu'un souvenir. Cette vision négative dégagée des textes catastrophiques d'Ammien Marcellin et de Synésios de Cyrène, longtemps traditionnelle chez les historiens, est rectifiée par les études archéologiques de la seconde moitié du XXe siècle, qui constatent l'existence de nombreuses petites communautés villageoises, assez prospères pour construire des lieux de cultes richement décorés.
Touchée entre 405 et 412 par les raids des nomades austuriens, la Cyrénaïque est épargnée des invasions vandales.
Les Arabes musulmans s’emparent sans difficulté de la Cyrénaïque à partir de 643, et prennent Barqa comme capitale. Les autres cités se dépeuplent au profit des nomades, mais une minorité hellénophone, les Gritlis, subsiste sur la côte, tout en se convertissant à l’islam. La seconde invasion arabe du XIe siècle achève d’effacer la civilisation gréco-romaine et le pays reste semi-désert durant plusieurs siècles avant de se repeupler au XIVe siècle. Nommée en arabe برقه (Barqah), la Cyrénaïque fait partie de l’Égypte avant d’intégrer les provinces de l'Empire ottoman, qui finit par la rattacher à la Tripolitaine.

#### Antiquité romaine et byzantine
- Afrique du Nord dans l'Antiquité (en)
- Guerres puniques (264-146), première guerre punique (264-241)
- Afrique romaine (de -146 à 711), Province d'Afrique proconsulaire (de -146 à 429/535, 593-698, capitale Utique puis Carthage
- Ptolémée Apion (150/145-96), souverain lagide qui lègue son royaume de Cyérénaïque à sa mort à Rome
- Libye à l'époque romaine
- Guerre des pirates de Pompée (-67), piraterie en Méditerranée antique
- Crète et Cyrénaïque (province romaine de -67/20 à +297, capitale Gortyne, Crète), liste des gouverneurs romains de "Crète et Cyrénaïque" (de), puis
  - Cyrénaïque, ou Libya superior, ou Pentapole de Libye, ou (Pentapole de Cyrénaïque (it)) (Cyrène, Bérénice, Arsinoé, Apollonia, Ptolémaïs)
  - Marmarica (Marmarique romaine) (Libya sicca, Libya inferior) : voir Marmarique (Barqa, Boreum, Cyrène, Dystis, Erythrum, Olbia, Paraetonium (Marsa Matruh), Antipyrgion (Tobrouk)…)
- Régions voisines : à l'Ouest Tripolitaine, à l'Est Marmarique
- Tripolitaine (province romaine) (en)
- Systèmes défensifs de l'Afrique romaine, dont Limes Tripolitanus
- Itinerarium, Itinéraire d'Antonin, Table de Peutinger, Périple du Pseudo-Scylax
- Liste de voies romaines
- Liste des noms latins des villes d'Afrique
- Christianisme en Afrique romaine, christianisme au Maghreb d'époque romaine, "Tripolitaine" (à partir de Carthage), "Cyrénaïque" (à partir d'Alexandrie), Coptes de Libye
- Antiquité tardive, Notitia dignitatum
- Liste des diocèses de l'Empire romain tardif, Liste des provinces du Bas-Empire
- Expéditions romaines en Afrique subsaharienne
- Tombeau de Tin Hinan à Abalessa (Hoggar, IVe siècle)
- Déclin de l'Empire romain d'Occident en Afrique
- Préfecture du prétoire d'Orient (377-680c, Antioche), Diocèse d'Égypte (381-539)
- Exarchat de Carthage (591-698)
- Conquête musulmane du Maghreb (647-709)
- Ifriqiya (Constantinois, Tunisie, Tripolitaine)
- Liste du patrimoine mondial en Libye